# Joo Hyong-jun
Joo Hyong-jun est un patineur de vitesse sud-coréen né le 22 avril 1991 à Séoul. Il remporte la médaille d'argent de la poursuite par équipes aux Jeux olympiques d'hiver de 2014 à Sotchi.

## Palmarès

### Jeux olympiques d'hiver
| Épreuve / Édition   | 500 mètres | 1 000 mètres | 1 500 mètres | 5 000 mètres | 10 000 mètres | Mass start | Poursuite par équipes              |
| JO 2014 Sotchi      | —          | —            | 29e          | —            | —             | —          | Médaille d'argent, Jeux olympiques |
| JO 2018 Pyeongchang | —          | —            | 17e          | —            | —             | —          | —                                  |

Légende :
- : première place, médaille d'or
- : deuxième place, médaille d'argent
- : troisième place, médaille de bronze
- : pas d'épreuve
- — : Non disputée par le patineur
- DSQ : disqualifiée